# Скворицы
Скво́рицы (фин. Skuoritsa) — деревня в Гатчинском муниципальном округе Ленинградской области.

## История
Сельцо Скворицы в верховье Пудости упоминается среди населённых пунктов Богородицкого Дягиленского погоста по переписи 1500 года.
Затем как деревня Skuåritz by в Дягиленском погосте в шведских «Писцовых книгах Ижорской земли» 1618—1623 годов.
На карте Ингерманландии А. И. Бергенгейма, составленной по материалам 1676 года, упоминается как деревня Skvorits.
На шведской «Генеральной карте провинции Ингерманландии» 1704 года — как Squoritshof.
Как деревня Скворицъ она обозначена на «Географическом чертеже Ижорской земли» Адриана Шонбека 1705 года.
На карте Санкт-Петербургской губернии Я. Ф. Шмидта 1770 года упоминаются: деревня Скворицы и две мызы — Скворицкая и Старые Скворицы.
На карте Санкт-Петербургской губернии А. М. Вильбрехта 1792 года обозначены деревня Скворицкая, а также мыза и деревня Староскворицкие.
Деревня являлась вотчиной великого князя Михаила Павловича из которой в 1806—1807 годах были выставлены ратники Императорского батальона милиции.
На «Топографической карте окрестностей Санкт-Петербурга» Военно-топографического депо Главного штаба 1817 года обозначена мыза Старая Скворица и при ней две деревни: Старая Скворица из 15 и Малая Скворица из 4 дворов

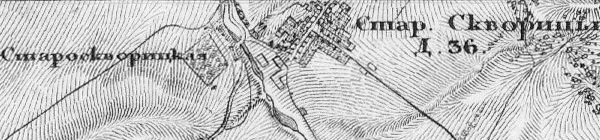
Деревня Скворицы на карте 1831 года

Мыза Староскворицкая и при ней деревня Старые Скворицы из 36 дворов упоминаются на «Топографической карте окрестностей Санкт-Петербурга» Ф. Ф. Шуберта 1831 года.

СТАРЫЕ СКВОРИЦЫ — деревня принадлежит ведомству Гатчинского городового правления, число жителей по ревизии: 66 м. п., 73 ж. п.  (1838 год)

В 1844 году деревня Старые Скворицы насчитывала 29 дворов.
В пояснительном тексте к этнографической карте Санкт-Петербургской губернии П. И. Кёппена 1849 года она записана как деревня Skworitz (Скворицы). Там же указано количество населявших её ингерманландских финнов по состоянию на 1848 год: эвремейсы — 45 м. п., 55 ж. п.; савакоты — 35 м. п., 48 ж. п.; всего 183 человека.

СКВОРИЦЫ — деревня её высочества великой княгини Елены Павловны, по почтовому тракту, число дворов — 23, число душ — 59 м. п. (1856 год)

Согласно «Топографической карте частей Санкт-Петербургской и Выборгской губерний» в 1860 году деревня Старые Скворицы насчитывала 27 дворов. При ней располагались: мыза Староскворицкая, хлебозапасный магазин и волостное правление.

СТАРОСКВОРИЦКАЯ — мыза Ораниенбаумского дворцового правления при речке Пудости, число дворов — 2, число жителей: 4 м. п., 3 ж. п.; Училище. Волостное правление.

СКВОРИЦА (КУОРИЦ) — деревня Ораниенбаумского дворцового правления при речке Пудости, число дворов — 27, число жителей: 66 м. п., 83 ж. п.
 
РОЦЫ (МАЛЫЕ СКВОРИЦЫ) — деревня Ораниенбаумского дворцового правления при колодце, число дворов — 9, число жителей: 22 м. п., 27 ж. п. (1862 год)

В 1864 году была открыта Скворицкая двухклассная народная школа. Учебными предметами были Закон Божий, чтение и письмо на финском и русском языках, арифметика и пение. Учениками были 50 мальчиков.
В 1868 году временнообязанные крестьяне деревни выкупили свои земельные наделы у великой княгини Елены Павловны и стали собственниками земли.

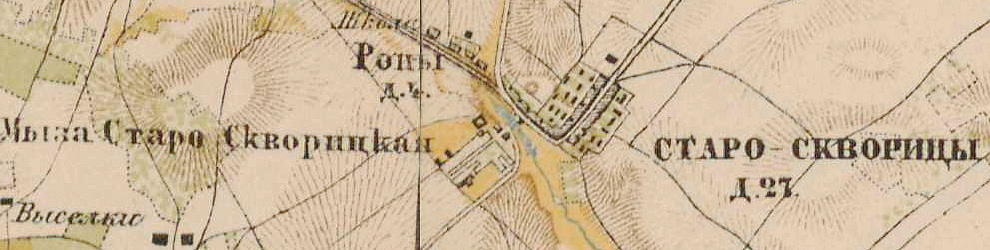
План деревни Скворицы. 1885 год

В 1885 году, согласно карте окрестностей Петербурга, деревня называлась Старо-Скворицы и насчитывала 27 крестьянских дворов. В том же году в ней открылась воскресная школа, содержавшаяся на средства прихожан. Обучение в ней чтению, письму и лютеранскому катехизису вёл пастор Стефанус Вирканен. Сборник Центрального статистического комитета описывал её так:

Скворицы — деревня бывшая удельная при реке Пудости, дворов — 27, жителей — 130; волостное правление (до уездного города 27 вёрст), школа, лавка.  В 3 верстах — церковь лютеранская. В 14 верстах — кирпичный завод. (1885 год).

В конце XIX — начале XX века деревня и мыза административно относились к Староскворицкой волости 3-го стана Царскосельского уезда Санкт-Петербургской губернии. Население деревни было исключительно финским.
«В вершине оврага, у мызы Староскворицкой, бьёт холодный ключ из которого ниже образуется речка Пудость…», сообщала читателям «Памятная книжка Санкт-Петербургской губернии на 1905 год».
Согласно «Карте района манёвров» к 1913 году количество дворов в деревне увеличилось до 57. 
С 1917 по 1923 год деревня Скворицы входила в состав Скворицкого сельсовета Староскворицкой волости Детскосельского уезда.
С 1923 года в составе Гатчинского уезда.
В 1926 году был организован Скворицкий финский национальный сельсовет, население которого составляли: финны — 2554, русские — 138, другие национальные меньшинства — 84 человека. 
Согласно данным переписи населения СССР 1926 года в деревне Скворицы Скворицкого финского сельсовета Староскворицкой волости Троцкого уезда проживали 290 человек, абсолютное большинство финны.
С 1927 года в составе Красносельской волости.
В 1928 году население деревни Скворицы также составляло 290 человек.

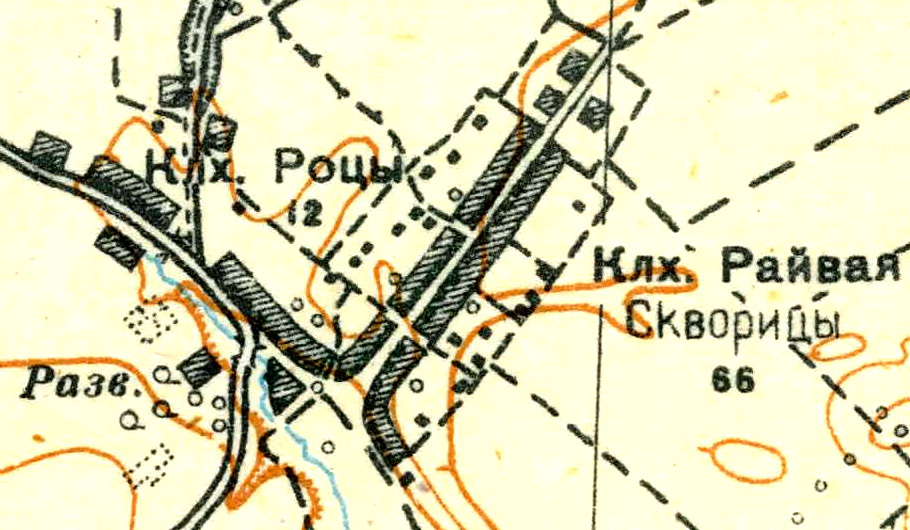
План деревни Скворицы. 1931 год

В 1930-е годы в деревне были организованы колхозы «Райвая» и «Роцы».
По данным 1933 года деревня Скворицы являлась административным центром Скворицкого финского национального сельсовета Красногвардейского района, в который входили 29 населённых пунктов, деревни: Аля Пурссково, Аропакози, Ахмози, Воудилово, Ивайзи, Кайдузи, Каргонкюля, Кайнелайзи, Кезелево, Коммолово, Коугия, Лайдизи, Медняйзи, Мулдия, Муттокюля, Ново Пурсково, Ноузиряйзи, Пелли, Петрово, Пеушалово, Ротцы, Ряттелево, Ряхмози, Скворицы, Малые Скворицы, Терволово, Тервона, Хямяля, Шепелево, общей численностью населения 2829 человек.
По данным 1936 года в состав Скворицкого сельсовета входили: 21 населённый пункт, 582 хозяйства и 17 колхозов.
Весной 1939 года национальный сельсовет был ликвидирован, а храм был превращён в клуб.
Деревня была освобождена от немецко-фашистских оккупантов 21 января 1944 года.
В 1958 году население деревни Скворицы составляло 154 человека.
С 1959 года в составе Пудостьского сельсовета.
По данным 1966, 1973 и 1990 годов деревня Скворицы также входила в состав Пудостьского сельсовета Гатчинского района.
В 1997 году в деревне проживали 99 человек, в 2002 году — 97 человек (русские — 78%), в 2007 году — 95, в 2010 году — 106.

## География
Деревня расположена в северной части района рядом с автодорогой 41К-011 (Стрельна — Гатчина).
Расстояние до административного центра поселения, посёлка Пудость — 6 км.
Расстояние до ближайшей железнодорожной станции Пудость — 12 км.
Рядом с деревней находится исток реки Ижоры.

## Демография
| 1862 | 2007 | 2010 | 2017 |
| ---- | ---- | ---- | ---- |
| 156  | ↘95  | ↗106 | ↘68  |

### Национальный состав
Согласно данным Всероссийской переписи населения 2021 года в деревне проживал 131 человек, из них:
 русские — 119, финны — 6, армяне — 3, азербайджанцы — 1, ижорцы — 1, украинцы — 1 человек.

## Фото

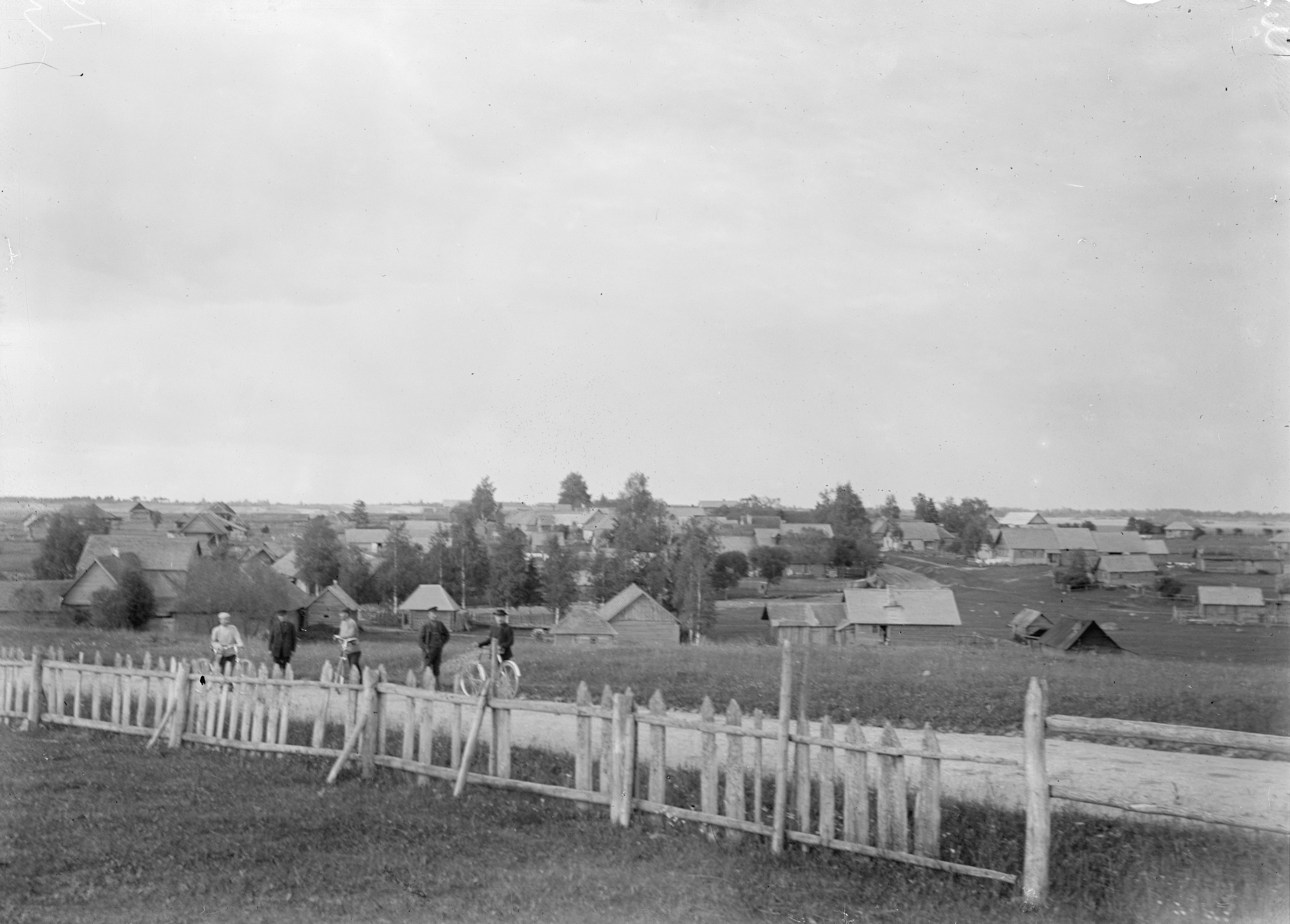
Деревня Скворицы. 1911 год

## Предприятия и организации
- Фельдшерско-акушерский пункт
- ООО агрохозяйственное объединение «БИОСПП» — корма для животных

## Происшествия
5 октября 1952 года в 16:02 два пассажирских самолёта, Ил-12 и ТС-62, летевшие в облаках навстречу друг другу, столкнулись правыми плоскостями (крыльями), после чего рухнули вниз и взорвались близ Сквориц: ТС-62 в 250 метрах северо-восточнее деревни, а Ил-12 — в 1200 метрах северо-северо-восточней от ТС-62. В этой катастрофе погибли все находившиеся в обоих самолётах: 9 членов экипажей и 22 пассажира.

## Улицы
Весенняя, Виноградная, Еловая, Звёздная, Зелёная, Кленовая, Лесная, Лужская, Ольховая, Песочная, Плодородная, Рябиновая, Сосновая, Урожайная.